# 长山尾炮台
长山尾炮台，位于中国广东省汕头市南澳县黄花山管区长山尾村，为南澳县的一个市、县级文物保护单位，类型为古建筑，公布时间为1992年8月15日。
长山尾炮台的历史年代为清代。